# Pterolophia kanoi
Pterolophia kanoi är en skalbaggsart som beskrevs av Hayashi 1966. Pterolophia kanoi ingår i släktet Pterolophia och familjen långhorningar.
Artens utbredningsområde är Taiwan. Inga underarter finns listade i Catalogue of Life.